# NGC 1444
NGC 1444 je otvoreni skup u zviježđu Perzeju. 

## Vanjske poveznice
- SEDS: NGC 1444